# 教主崇拜
教主崇拜（Founder Worship），特指对教主的非理性崇拜，是非理性崇拜的一种。崇拜是人类自我意识的产生，是每一个人都具有的心理因素，它体现了人类对自我和环境的理解和体验。非理性崇拜是一种非理性的崇拜，在心理机制上，具体地表现为情感失控、情绪狂热、缺乏正常的独立自主精神，片面强调崇拜对象的作用并加以神化。其重要特征之一，就是对现世活生生的教主进行神化和无条件地崇拜。